# Вознесенський сільський округ
Вознесе́нський сільський округ (каз. Вознесенка ауылдық округі, рос. Вознесенский сельский округ) — адміністративна одиниця у складі Буландинського району Акмолинської області Казахстану. Адміністративний центр — село Вознесенка.
Населення — 1629 осіб (2021; 2200 у 2009, 2705 у 1999, 3313 у 1989).
Станом на 1989 рік існувала Вознесенська сільська рада (села Білоцерковка, Вознесенка, Єруслановка, Колоколовка, Красний Кордон, Купчановка, Прохоровка). Пізніше зі складу Вознесенського сільського округу був виділений Караузецький сільський округ (села Байсуат, Єруслановка, Караозек, Купчановка).

## Склад
До складу округу входять такі населені пункти:
| Населений пункт  | Колишні назви  | Населення, осіб (1989) | Населення, осіб (1999) | Населення, осіб (2009) | Населення, осіб (2021) |
| ---------------- | -------------- | ---------------------- | ---------------------- | ---------------------- | ---------------------- |
| Аккайин, село    | Білоцерковка   | 560                    | 460                    | 397                    | 336                    |
| Вознесенка, село | -              | 2238                   | 1684                   | 1377                   | 917                    |
| Тастиозек, село  | Красний Кордон | 515                    | 561                    | 426                    | 376                    |